# فرودگاه لیمبه
فرودگاه لیمبه (به انگلیسی: Limbe Airport) یک فرودگاه با کد یاتا VCC است . این فرودگاه در کشور کامرون قرار دارد .